# Lahnda
Lahnda és el nom donat per iniciativa de Griersin a la seva obra Linguistic Survey of India, a una sèrie de llengües del grup de llengües indoàries parlades a la part sud-central-occidental d'Àsia que estarien prou properes entre elles per definir un macrollenguatge. Segons l'Ethnologue inclou:
- Jakati (parlat a Pakistan)
- Nord Hindko (parlat a Pakistan)
- Sud Hindko (parlat a Pakistan)
- Khetrani (parlat a Pakistan)
- Saraiki (parlat a Pakistan)
- Panjabi occidental (parlat a Pakistan)
- Mirpur Punjabi (parlat a Pakistan)
- Potwari (parlat a Pakistan i a Azad Caixmir
- Derawali (parlat a Pakistan)

No inclou, en canvi, el panjabi oriental parlat a l'Índia